# Undeniable (Hellyeah)
Undeniable (stilizzato in Unden!able) è il quinto album in studio del supergruppo heavy metal statunitense Hellyeah, pubblicato il 3 giugno 2016 dalla Eleven Seven Music. Dall'album sono stati estratti tre singoli: Human, pubblicato il 23 febbraio 2016, X, pubblicato il 29 aprile 2016, e Startariot, pubblicato il 23 maggio 2016.
Il brano I Don't Care Anymore, cover dell'omonimo brano di Phil Collins, contiene parti di chitarra registrate dal chitarrista dei Pantera Dimebag Darrell.

## Tracce
1. ! – 1:19
2. X – 3:31
3. Scratch a Lie – 3:56
4. Be Unden!able – 3:13
5. Human – 3:33
6. Leap of Faith – 4:21
7. Blood Plague – 3:57
8. I Don't Care Anymore (cover del brano di Phil Collins) – 4:41
9. Live or Die – 3:25
10. Love Falls – 4:34
11. 10-34 – 0:26
12. Startariot – 3:41
13. Grave – 4:48

Tracce bonus della Deluxe Edition
1. Demons in the Dirt (live in Australia 2015)
2. Moth (live in Australia 2015)
3. Cross to Bier (live in Australia 2015)
4. Hush (live in Australia 2015)

## Formazione
- Chad Gray – voce
- Tom Maxwell – chitarra
- Christian Brady – chitarra
- Kyle Sanders – basso
- Vinnie Paul – batteria

## Classifiche
| Classifica (2016) | Posizione massima |
| ----------------- | ----------------- |
| Australia         | 20                |
| Canada            | 32                |
| Stati Uniti       | 18                |